# Стројешти (Горж)
Стројешти (рум. Stroiești) насеље је у Румунији у округу Горж у општини Аркани. Oпштина се налази на надморској висини од 221 m.

## Становништво
Према подацима из 2002. године у насељу је живело 278 становника, од којих су сви румунске националности.